# Listă a fabricanților de aeronave T-Z
Aceasta este o listă a fabricanților de aeronave sortată în ordine alfabetică după denumirea care este cunoscută la Organizația Internațională a Aviației Civile (ICAO). Lista conține numele ICAO, numele comun, țara de origine, și alte date, precum anii între care a funcționat (în paranteze). 
Numele ICAO sunt scrise cu caractere bold. Faptul că un fabricant are o denumire ICAO nu înseamnă că el mai produce în prezent, ci faptul că unele dintre aeronavele produse de acesta mai zboară încă.
A B-C D-G H-L M-P Q-S T-Z

## T
- TAI, Turkish Aerospace Industries - Turkey
- Taifun, Taifun Experimental Design Bureau - Rusia
- Tamarind, Tamarind International Ltd - SUA
- Tampier, Tampier - Franța
- Taneja, Taneja Aerospace și Aviation Ltd - India
- Tapanee, Tanapee Aviation Inc - Canada
- Taylor (1), Taylor Aircraft Company - SUA
- Taylor (2), Moulton B. Taylor - SUA
- Taylor (3), C. Gilbert Taylor - SUA
- Taylor (3), Taylor Aero Inc - SUA
- Taylor (4), John F. Taylor - Marea Britanie
- Taylor Kits, Taylor Kits Corporation - SUA
- Taylorcraft (1), Taylorcraft Aircraft - SUA
- Taylorcraft (1), Taylorcraft Aviation Company - SUA
- Taylorcraft (1), Taylorcraft Aviation Corporation - SUA
- Taylorcraft (1), Taylorcraft Inc - SUA
- Taylorcraft (2), Taylorcraft Aeroplanes (England) Ltd - Marea Britanie, (1938-1946) > Auster
- Taylor-Young, Taylor-Young Airplane Company - SUA
- TBM, TBM Corporation - Franța/SUA
- TBM, TBM SA - Franța
- Teal, Teal Aircraft Corporation - SUA
- Team Rocket, Team Rocket Inc - SUA
- Team Tango, Team Tango Division, DFL Holdings Inc - SUA
- Tech'aero, Tech'Aero - Franța
- Technoavia, Nauchno-Kommerchesky Firma Technoavia - Rusia
- Technoflug, Technoflug Leichtflugzeugbau GmbH - Germania
- Tecnam, Costruzioni AeronauticheTecnam Srl - Italia
- Ted Smith, Ted R. Smith & Associates - SUA
- Ted Smith, Ted Smith Aerostar Corporation - SUA
- Ted Smith, Ted Smith Aircraft Company Inc - SUA
- Temco, Temco Aircraft Corporation - SUA
- Temco, Texas Engineering & Manufacturing Company Inc - SUA
- Tennesvezi Valley, Tennesvezi Valley Aviation Products Ltd - SUA
- Terr-Mar, Terr-Mar Aviation Corporation - Canada
- Terzi, Terzi Aerodine - Italia
- Texas Airplane, Texas Airplane Factory - SUA
- Texas Helicopter, Texas Helicopter Corporation - SUA
- Thomas-Martin, Thomas-Martin - Unknown
- Thaden Metal Aircraft Company, SUA
- Thorp, John W. Thorp - SUA
- Thorp, Thorp 211 Aircraft Company Inc - SUA
- Thorp, Thorp Aero Inc - SUA
- Thorp, Thorp Aircraft - SUA
- Thorp, Thorp Engineering Company - SUA
- Thrush, Thrush Aircraft Inc - SUA
- Thunder Wings, Thunder Wings, Division of Thunder Development Inc - SUA
- Thurston, Thurston Aeromarine Corporation - SUA
- Thurston, Thurston Aircraft Corporation - SUA
- Tiger, Tiger Aircraft LLC - SUA
- Time Warp, Time Warp Aircraft Inc - SUA
- Tipsy, Ernest Oscar Tips - Belgia
- Titan, Titan Aircraft Company - SUA
- TM Aircraft, TM Aircraft - SUA
- TNCA, Talleres Nacionales de Construcciones Aeronáuticas - Mexic
- Toyota, Toyota Motor Corporation - Japonia
- Tradewind Turbines, Tradewind Turbines Corporation - SUA
- Trago Mills, Trago Mills - Marea Britanie
- Transall, Arbeitsgemeinschaft Transall - Germania/Franța
- Transavia Corporation, Transavia Corporation Pty Ltd - Australia
- Transavia, Transavia Division of Transfield (NSW) Pty Ltd - Australia
- Trans-Florida, Trans Florida Aviation - SUA, > Cavalier Aircraft
- Travel Air, Travel Air Company - SUA, (1924-1931) > Curtiss-Wright Aeronautical Corporation
- Travel Air, Travel Air Manufacturing Company Inc - SUA
- Trecker, Trecker Aircraft Corporation - SUA
- Tridair, Tridair Helicopters Inc - SUA
- Trident, Trident Aircraft Ltd - Canada
- TRI-R, Tri-R Technologies Inc - SUA
- Triumph, Triumph Group Inc - SUA
- Tucker, Tucker Aviation Company - SUA
- Tugan Aircraft, Tugan Aircraft Company Limited - Australia, (?-1936) > Commonwealth Aircraft Corporation
- Tupolev, Aviatsionny Nauchno-Tekhnishesky Kompleks Imeni A N Tupoleva OAO - Rusia
- Tupolev, Tupolev OKB - Rusia
- Turbine Design, Turbine Design Inc - SUA
- Turner, E. L. Turner - SUA
- TUSAS, TUSAS Aerospace Industries Inc - Turkey
- TUSAS, TUSAS Havacilik ve Uzay Sanayi AS - Turkey
- TUSCO, Tulsa Manufacturing Corporation - SUA
- TWI, TWI Flugzeuggesellschaft mbH - Germania

## U
- Udet, Udet-Flugzeugbau GmbH - Germania
- Uetz, Walter Uetz Flugzeugbau - Elveția
- UFO, Ultimate Flying Object Inc - Noua Zeelandă
- Ullmann, Ullmann Aircraft Company - SUA
- Ultimate, Ultimate Aircraft Division of Ultimate Aerobatics Ltd - Canada
- Ultravia, Ultravia Aero International Inc - Canada
- Umbaugh, Umbaugh Aircraft Corporation - SUA
- Umbra, Aeronautica Umbra - Italia
- UNC, UNC Helicopter - SUA
- Unikomtranso, Unikomtranso AO - Rusia
- Unis, Unis Obchodni spol sro - Republica Cehă
- United Canada, United Aircraft of Canada - Canada
- United Aircraft Corporation, United Aircraft Corporation - Rusia
- United Consultant, United Consultant Corporation - SUA
- Urban, Urban Air sro - Republica Cehă
- Utilicraft Aerospace Industries, Utilicraft Aerospace Industries - SUA
- UTVA, UTVA Fabrika Aviona - Yugoslavia, (1937-Prezent)
- UTVA, UTVA-Sour Metalne Industrije, RO Fabrika Aviona - Yugoslavia

## V
- Valentin, Valentin Flugzeugbau GmbH - Germania
- Valladeau, Valladeau - Franța
- Valmet, Valmet Aviation Industries - Finlanda
- Valmet, Valmet OY, Kuoreveden Tehdas (Kuorevesi Works) - Kuorevesi, Finlanda
- Valmet, Valmet OY, Lentokonetehdas (Aircraft Factory) - Tampere, Finlanda
- Valtion Lentokonetehdas (VL; Government Aircraft Factory) - Helsinki și Tampere, Finlanda
- Valtion Metallitehtaat (VMT; Government Metal Factories) - Finlanda
- Van's, Van's Aircraft Inc - SUA
- Vardax, Vardax Corporation - SUA
- Varga, Varga Aircraft Corporation - SUA
- VAT, Vertical Aviation Technologies Inc - SUA
- VEB, Vereinigung Volkseigener Betriebe Flugzeugbau Dresden - Germania
- VEF, Valsts Elektrotehniska Fabrika - Latvia, (State Electrotechnical Plant)
- Veljekset Karhumaki, Veljekset Karhumaki OY - Finlanda
- Velocity, Velocity Inc - SUA
- Venture, Venture Light Aircraft Resources LLC - SUA
- Verilite, Verilite Aircraft Company Inc - SUA
- Vertol, Vertol Aircraft Company - SUA, (1956-1960) > Boeing
- VFW, Vereinigte Flugtechnische Werke GmbH - Germania
- Verville Aircraft - SUA
- VFW, VFW-Fokker GmbH - Germania
- Vickers, Vickers (Aviation) Ltd - Marea Britanie
- Vickers, Vickers-Armstrongs (Aircraft) Ltd - Marea Britanie
- Vickers-Slingsby, Vickers-Slingsby Division of Vickers Ltd Offshore Engineering Group - Marea Britanie
- Victa, Victa Ltd - Australia
- Victory Aircraft, Victory Aircraft Company - Canada, (?-1945) > Avro Canada
- Vidor, Giuseppe Vidor - Italia
- Viking, Viking Aircraft Ltd - SUA
- Viper, Viper Aircraft Corporation - SUA
- Visionaire, VisionAire Corporation - SUA
- Vitek, Kompaniya Vitek - Rusia
- Voisin, Appareils d'Aviation Les Frères Voisin - Franța, (Les Frères Voisin)
- Volaircraft, Volaircraft Inc - SUA
- Volmer, Volmer Aircraft - SUA
- Volmer, Volmer Jensen - SUA
- Volpar, Volpar Inc - SUA
- Vought, Vought Aircraft Company - SUA, (1961-1976)
- Vought, Vought Corporation - SUA
- Vought-Sikorsky, Vought-Sikorsky Division of United Aircraft - SUA
- VSR, VSR - SUA
- VSTOL, VSTOL Aircraft Corporation - SUA
- VTOL Aircraft, VTOL Aircraft Pty Ltd - Australia
- Vulcan Motor și Engineering, Vulcan Motor și Engineering Company Ltd. - Marea Britanie
- Vulcanair, VulcanAir SpA - Italia
- Vultee, Vultee Aircraft Division of Avco - SUA, (?-1943) > Convair
- Vultee, Vultee Aircraft Inc - SUA

## W
- WACO, Weaver Aircraft Company - SUA
- Waco, Advance Aircraft Company - SUA
- Waco, Waco Aircraft Company - SUA
- WACO Classic Aircraft, Waco Classic Aircraft Corporation - SUA
- Wagaero, WagAero Inc - SUA
- Wallerkowski, Heinz Wallerkowski - Germania
- WAR, War Aircraft Replicas - SUA
- WAR, War Aircraft Replicas International Inc - SUA
- Warner (1), Richard Warner Aviation Inc - SUA
- Warner Aircraft Corporation (c1930s) - SUA
- Warner (2), Warner Aerocraft Inc - SUA
- Wassmer, Société des Etablissements Benjamin Wassmer - Franța
- Wassmer, Wassmer Aviation SA - Franța
- Watanabe, Watanabe Aircraft Plant - Japonia, > Kyūshū
- Watson, Gary Watson - SUA
- Weatherly, Weatherly Aviation Company Inc - SUA
- Wedell-Williams, Wedell-Williams Air Service Corporation - SUA
- Weir, G. și J. Weir - Marea Britanie
- Wendt, Wendt Aircraft Engineering - SUA
- Werft Warnemünde, Werft Warnemünde - Germania, (1917-1925) > Arado
- Weser Flugzeugbau GmbH, Weser Flugzeugbau GmbH - Germania, (Weserflug)
- West Australian Airways, West Australian Airways - Australia
- Western, Western Aircraft Supplies - Canada
- Westland, GKN Westland Helicopters Ltd - Marea Britanie
- Westland, Westland Aircraft Ltd - Marea Britanie
- Westland, Westland Helicopters Ltd - Marea Britanie
- Weymann-Lepere, Weymann-Lepere (Societe des Avions) - Franța
- Whatley, Vascoe Whatley Jr - SUA
- Wheeler, Wheeler Aircraft Company - SUA
- Wheeler, Wheeler Technology Inc - SUA
- White, E. Marshall White - SUA
- White Lightning, White Lightning Aircraft Corporation - SUA
- Whittlesey Body, Whittlesey Body Co. Inc. - SUA
- Wilden, Helmut Wilden - Germania
- Windecker, Windecker Industries Inc - SUA
- Windexair, Windexair AB - Suedia
- Windward Performance, Windward Performance - SUA
- Wing, Wing Aircraft Company - SUA
- Wingtip To Wingtip, Wingtip to Wingtip LLC - SUA
- Witteman-Lewis, Witteman-Lewis Aircraft Company- SUA
- Wittman, Steve J. Wittman - SUA
- Wolf, Donald S. Wolf - SUA
- Wolfsberg, Wolfsberg Aircraft Corporation NV - Belgia
- Wolfsberg, Wolfsberg-Evektor SRO - Republica Cehă
- Wolfsberg, Wolfsberg Letecká továrna SRO - Republica Cehă
- Woods, H. L. Woods - SUA
- Wren, Wren Aircraft Corporation - SUA
- Wright Aeronautical, Wright Aeronautical - SUA, (1919-1929)
- Wright Company, Wright Company - SUA, (1909-1916)
- Wright-Martin, Wright-Martin - SUA, (1916-1919)
- WRM Motors of Oxford, WRM Motors of Oxford - Marea Britanie, (William Richard Morris)
- WSK, Wytwórnia Sprzetu Komunikacyjnego - Polonia
- Wuhan, Wuhan Helicopter General Aviation Corporation - China
- Wüst, Wüst GmbH - Germania
- Wytwórnia i Naprawa Konstrukcji Lekkich (Wytwórnia i Naprawa Konstrukcji Lekkich) - Polonia, (1996-1999)
- WZL 3, Wojskowe Zaklady Lotnicze Nr. 3 - Polonia

## X
- Xian, Xian Aircraft Company - China

## Y
- Yakovlev, Moskovskii Mashinostroitelnyy Zavod "Skorost" Imeni A. S. Yakovleva - Rusia
- Yakovlev, Opytno-Konstruktorskoye Byuro Imeni A S Yakovleva OAO - Rusia
- Yakovlev, Yakovlev Aviatsionnoye Korporatsiya OAO - Rusia
- Yakovlev, Yakovlev OKB - Rusia
- Yalo, Zaklad Naprawy i Budowy Sprzetu Latajacego Yalo SC - Polonia
- Yokosuka Naval Arsenal, Yokosuka Naval Arsenal - Japonia, (aka First Naval Air Technical Arsenal)

## Z
- Zenair, Zenair Ltd - Canada
- Zenith, Zénith Aircraft Company - SUA
- ZLIN Aircraft, ZLIN Aircraft a.s. - Republica Cehă
- Zivko, Zivko Aeronautics Inc - SUA
- Zlin Aviation, Zlin Aviation s.r.o. - Republica Cehă
- Zmaj, Fabrika aviona Zmaj - Iugoslavia